# Luidia bellonae
Luidia bellonae es una especie de Asteroideo que vive en las costas de Chile y del Perú y es conocido como estrella bandeada de arena.

## Descripción física
Posee un disco ligeramente hundido y aplanado. Áreas paxilares por lo general pequeñas, siendo más grandes las laterales, que se disponen en cinco hileras regulares longitudinales y transversas. Las tábulas de las zonas paxilares laterales son cuadradas, rodeadas periféricamente por pequeñas espinas aciculadas. La parte central de las tábulas está ocupada por gránulos alargados y obtusos, estos gránulosa su vez, presentan granulaciones finísimas. La mayor parte de las zonas paxilares laterales está provista de una espina cónica larga y afilada. Las zonas paxilares de la parte media de los radios son más pequeñas que las marginales laterales, y casi en sutotalidad carecen de la espina cónica característica que éstas poseen. Cada placa inferomarginal con cuatro o cinco espinas dispuestas en una hilera transversa. Rodeando a las placas inferomarginales hay espinas papilares pequeñas muy delgadas. Las placas inferomarginales están separadas entre sí y no se correspondencon las placas adambulacrales. Cada placa adambulacral con tres espinas dispuestas transversalmente; la interna es la más pequeña y delgada; las dos externas sesemejan a las espinas inferomarginales. De estas dos espinas, la más externa es más robusta, recta y un poco mayor que la central. Pies ambulacrales sin ventosas. Encada ángulo de la mandíbula hay de ocho a diez dientes de diversos tamaños. Radios angostos, ligeramente convexos, con los bordes gruesos. No presenta pedicelarios.Cuerpo madreporitico pequeño, ubicado cerca al borde. 

### Color
los especímenes vivos presentan la superficie dorsal color negro , amarillo o lavanda  , con franjas claras y oscuras. 

### Alimentación
Casi exclusivamente carnívora, pero utiliza como medio accesorio la ciliar

## Hábitat
Generalmente en fondos arenosos, también se les encuentra en fondos areno-rocosos con abundantes conchuelas. Suelen enterrarse parcialmente bajo la arena o las conchuelas.